# Wilhelm Molterer
Wilhelm Molterer (født 14. maj 1955 i Steyr, Oberösterreich som Wilhelm Kletzmayr) er en østrigsk politiker og i perioden 2007 – 2008 vicekansler og finansminister, ligesom han i perioden 21. april 2007 til 28. november 2008 var partiformand for ÖVP.
Wilhelm Molterer opvoksede i Sierning i Oberösterreich. Efter at han i en række år havde boet hos sin barnløse tante og hendes mand Josef Molterer, blev han som 14-årig adopteret for senere at overtage gården. Han gik på landbrugsskole i Sankt Florian. Efter studentereksamen i 1974 begyndte han at studere socialvidenskab på Johannes Kepler Universität Linz, hvor han i 1980 fik magistergrad.
Efter sit studie arbejdede Molterer fra 1981 til 1984 i Österreichischer Bauernbund, der er en ÖVP paraplyorganisation for delstaternes bondeforbund, som han senere blev direktør for (1989-1993). Han var medlem af Siernings byråd i perioden 1985 – 1987 og fra 1990 blev han valgt til Nationalrådet. Fra 1987 var han medarbejder i land- og skovbrugsministeriets kontor under minister Josef Riegler og den senere EU-kommissær Franz Fischler. Efter et kort tidsrum som ÖVP-generalsekretær 1993/94 var Molterer fra 1994 til 2003 land- og skovbrugsminister. Da ÖVP under Wolfgang Schüssel blev det største parti i Nationalrådet blev han gruppeformand i parlamentet.
Med Alfred Gusenbauers regering blev han den 11. januar 2007 vicekansler og finansminister. Den 21. april 2007 blev han med 97,04 % af stemmerne på ÖVP's landsmøde i Salzburg valgt til Wolfgang Schüssels efterfølger som partiformand, men på landsmødet den 28. november 2008 valgte partiet i stedet Josef Pröll som partiformand.
I 2002 fik Molterer tildelt ærestegnet Großes Goldenes Ehrenzeichen am Bande für Verdienste um die Republik Österreich